# 永田権太
永田 権太（ながた けんた、1970年 - ）は、主にゲームミュージックを手掛ける日本の作曲家。任天堂情報開発本部所属。

## 概要
NINTENDO 64の作品から音楽を担当するようになる。初担当作品である『マリオカート64』でメインのコンポーザーを任される。『ゼルダの伝説 風のタクト』では近藤浩治に代わってメインコンポーザーを務めた。その他の代表作は『テン・エイティ スノーボーディング』、『スーパーマリオ64DS』、『やわらかあたま塾』など。
得意楽器はベースで、一部楽曲では自ら演奏を担当している。
愛称は名前の権太（けんた）からゴンタくん。

## 作品
太字表記の作品は、メインで担当したタイトル。
- マリオカートシリーズ
  - マリオカート64
  - マリオカート ダブルダッシュ!!（田中しのぶと共同）
  - マリオカート7
  - マリオカート8（サウンドディレクター）
  - マリオカート8 デラックス（サウンドディレクター）
  - マリオカート ライブ ホームサーキット（オーディオスーパーバイザー）
- テン・エイティ スノーボーディング
- ポケモンスタジアム（峰岸透・疋野光啓と共同）
  - ポケモンスタジアム2（若井淑・峰岸透と共同）
- マリオアーティスト タレントスタジオ（戸高一生・峰岸透と共同）
- どうぶつの森シリーズ
  - どうぶつの森（タイトルBGM、フィールドBGM 他）
  - どうぶつの森+（フィールドBGM 他）
  - どうぶつの森e+（フィールドBGM 他）
- ゼルダの伝説シリーズ
  - ゼルダの伝説 風のタクト（若井淑・峰岸透・近藤浩治と共同）
  - ゼルダの伝説 4つの剣+（ナビトラッカーズ）
  - ゼルダの伝説 夢幻の砂時計（峰岸透と共同）
  - ゼルダコレクション
  - リンクのボウガントレーニング
  - ゼルダの伝説 風のタクト HD（若井淑・早崎あすか・朝日温子と共同）
- ポケモンボックス ルビー&サファイア（アレンジ）
- スーパーマリオシリーズ
  - スーパーマリオ64DS
  - New スーパーマリオブラザーズ Wii（サウンドディレクター）
  - New スーパーマリオブラザーズ 2（サウンドディレクター）
- やわらかあたま塾
  - Wiiでやわらかあたま塾（スペシャルサンクス）
- Wii Music（峰岸透・横田真人と共同）
- スティールダイバー サブウォーズ（朝日温子・峰岸透と共同）
- ピクミン4（早崎あすか・阿部壮志と共同）